# Mike Morgan (Musiker)
Mike Morgan (* 30. November 1959 in Dallas, Texas) ist ein amerikanischer Gitarrist, Mundharmonikaspieler, Sänger und Songwriter.

## Leben
Mike Morgan wurde in Dallas geboren, wuchs aber in Hillsboro, Texas, auf. Die erste Gitarre bekam er in der Grundschule. Seine erste musikalische Inspiration war die Musik von Otis Redding und Wilson Pickett, aber er spielte trotzdem Rockmusik. Seine Entscheidung Blues zu spielen ist auf das Hören des Albums "Texas Flood" von Stevie Ray Vaughan zurückzuführen. Neben ihm gab er auch noch T-Bone Walker, Magic Sam und Anson Funderburgh an. 1986 ging er nach Dallas zurück, wo er mit Darrell Nulisch zusammen die Band "The Crawl" gründete. Die Gruppe wurde nach einem Song von Lonnie Brooks benannt.
Mike Morgan and The Crawl bauten sich einen guten Ruf in der texanischen Bluesszene auf. 1989 verließ Nulisch die Band und wurde durch den Sänger und Mundharmonikaspieler Lee McBee ersetzt. Nach dem Debütalbum "Raw & Ready" gingen sie auf nationale und internationale Tourneen. 2000 verließ McBee die Band, die Sängerrolle übernahm Mike Morgan selbst.
Ab 2006 schränkte Mike Morgan, der inzwischen als Vertriebsleiter bei einem Motorradhändler arbeitet, seine Tourneetätigkeit stark ein. Nachdem er nur gelegentliche Auftritte, meist mit Kevin Schermerhorn (Schlagzeug) und Drew Allain (Bass), gespielt hatte, kündigte Morgan für Mai 2010 eine Europatournee mit Stationen überwiegend in Deutschland an – zusammen mit The Crawl und Lee McBee.

## Diskographie
- Raw & Ready (1990)
- Mighty Fine Dancin' (1991)
- Full Moon over Dallas (1992)
- Ain't Worried No More (1994)
- Let the Dogs Run (1994)
- Looky Here! (1996)
- Lowdown & Evil (1997)
- The Road (1998)
- I Like the Way You Work It (1999)
- Texas Man (2002)
- Live In Dallas (2004)
- Free Oursleves (2005)
- Stronger Every Day (2008)[5][6]

## Zitate
- ... a “genuine blues guitar hero!! ” (Guitar World Magazine)[7]
- Mike Morgan and the Crawl crank up an irrepressible of fresh gritty blues and romping Stax/Volt-era soul. (Blues Access Magazine)[8]